# Alejandro Carbonell
Alejandro Carbonell Alfaro (9 de noviembre de 1905-Santiago, 8 de septiembre de 1965) fue un futbolista chileno que jugaba de puntero derecho.
Participó como seleccionado nacional en los Juegos Olímpicos de Ámsterdam 1928.

## Trayectoria
Sus inicios en el futbol fueron en el Valparaíso Ferroviarios, estuvo durante 3 temporadas en el club. Se mantuvo jugando en el club desde su fundación hasta que él y las principales figuras tuvieron que irse del club, luego de ser castigados por largo plazo debido a un incidente grave con un árbitro. Es recordado por ser el único futbolista del Valparaíso Ferroviarios en ser seleccionado nacional.
Luego se trasladó a Santiago para jugar en Colo-Colo, se mantuvo jugando en este club durante una temporada y media.
Luego se integró al club deportivo Júpiter de Puente Alto, formando parte de este equipo tuvo destacadas actuaciones. Luego se unió a las filas del Morning Star, que estaba dando sus primeros pasos como club profesional.

## Selección nacional
Fue internacional con la selección chilena durante el año 1928, participó en una edición del Torneo Olímpico de Fútbol. Disputó dos partidos oficiales en los que anotó un gol, además participó en seis partidos no oficiales en los que anotó cinco goles, su participación final fue ocho partidos y seis goles.
Fue seleccionado para el Torneo Olímpico de Fútbol 1928, fue titular en el encuentro frente a Portugal por la primera ronda de los Juegos Olímpicos, en dicho encuentro anotó el 2:0 parcial, sin embargo, Chile cayó derrotado por 2:4, esto significó la eliminación del torneo. Luego, Chile disputó un torneo de consuelo, en el que saldría victorioso. Alejandro fue titular en el encuentro frente a Países Bajos.

### Participaciones en Juegos Olímpicos
| Torneo                  | Sede         | Resultado        | Partidos | Goles |
| ----------------------- | ------------ | ---------------- | -------- | ----- |
| Juegos Olímpicos 1928   | Ámsterdam    | Ronda preliminar | 1        | 1     |
| Torneo de Consuelo 1928 | Países Bajos | Campeón          | 1        | 0     |
| Total                   | Total        | Total            | 2        | 1     |

### Partidos internacionales
| 1     | 27 de mayo de 1928 | Estadio Olímpico, Ámsterdam, Países Bajos | Portugal     | 4-2 | Chile |   | Juegos Olímpicos 1928            |
| 2     | 8 de junio de 1928 | Stadion Spangen, Róterdam, Países Bajos   | Países Bajos | 2-2 | Chile |   | Torneo de Consuelo Olímpico 1928 |
| Total |                    |                                           | Presencias   | 2   | Goles | 1 |                                  |

| 1     | 15 de junio de 1928 | Waldstadion, Frankfurt, Alemania                  | Selección de Frankfurt | 6-2 | Chile |   | Amistoso |
| 2     | 16 de junio de 1928 | Stadion am Gesundbrunnen, Berlín, Alemania        | Hertha Berlín          | 4-1 | Chile |   | Amistoso |
| 3     | 20 de junio de 1928 | Sportplatz at Rothenbaum, Hamburgo, Alemania      | Hamburgo               | 3-4 | Chile |   | Amistoso |
| 4     | 22 de junio de 1928 | VfB Stadion, Leipzig, Alemania                    | Selección de Leipzig   | 3-2 | Chile |   | Amistoso |
| 5     | 23 de junio de 1928 | Müngersdorfer Stadion, Colonia,Alemania           | Selección de Colonia   | 1-2 | Chile |   | Amistoso |
| 6     | 27 de junio de 1928 | Stade Olympique Yves du Manoir, Colombes, Francia | Red Star Olympique     | 4-3 | Chile |   | Amistoso |
| Total |                     |                                                   | Presencias             | 6   | Goles | 5 |          |

## Clubes
| Club                    | País  | Año         |
| ----------------------- | ----- | ----------- |
| Valparaíso Ferroviarios | Chile | 1926 - 1929 |
| Colo-Colo               | Chile | 1930 - 1931 |
| Deportivo Júpiter       | Chile | 1931 - 1933 |
| Morning Star            | Chile | 1933 - 1935 |

## Palmarés

### Torneos locales
| Título             | Club                    | País  | Año  |
| ------------------ | ----------------------- | ----- | ---- |
| Copa Sporting      | Valparaíso Ferroviarios | Chile | 1927 |
| Liga de Valparaíso | Valparaíso Ferroviarios | Chile | 1927 |
| División de Honor  | Colo-Colo               | Chile | 1930 |